# Lumbrineris californiensis
Lumbrineris californiensis är en ringmaskart som beskrevs av Hartman 1944. Lumbrineris californiensis ingår i släktet Lumbrineris och familjen Lumbrineridae. Inga underarter finns listade i Catalogue of Life.